# グローバルニュース
グローバルニュース（Global News）は、カナダのグローバル・テレビジョン・ネットワークのニュース・時事部門。同ネットワークはコーラス・エンターテインメントが所有しており、全国ニュース番組全てと、21の直営放送局のローカルニュースを監督している。
コーラスは現在、「Global News Radio（グローバルニュースラジオ）」ブランドでオールニュースラジオ局を1局運営しており、かつてはトークラジオ局を複数運営していた。また、同部門は同ブランドでニュースウェブサイトも運営している。

## 全国番組
グローバルの放送局は常に様々な形でローカルニュースを放送していたが、全国展開に向けた最初の試みは、1994年にピーター・ケントがアンカーを務めた、カナダ中部でのみ放送され、国内外のニュースに焦点を当てた夕方の番組『ファースト・ナショナル』の開始で始まった。グローバルは、ウェスタン・インターナショナル・コミュニケーションズ（WIC）グループの放送局を買収した後、2001年2月に『ファースト・ナショナル』を打ち切り、その代わりにWICの類似ニュース番組『カナダ・トゥナイト』を短期間放送した。
2001年9月、グローバルは『カナダ・トゥナイト』を新しいネットワークニュース番組『グローバル・ナショナル』に置き換え、2010年まではケビン・ニューマンが、それ以降はドーナ・フリーゼンがアンカーを務めている。同番組は、ブリティッシュコロンビア州バーナビーにあるCHAN-TVのスタジオに設置された、同ネットワークの新しい全国ニュースセンターから放送された。当初は平日のみ放送されていたが、2005年2月には週末版が開始され、2008年まではタラ・ネルソンが、その後2008年から2021年まではロビン・ギルがアンカーを務めた。2022年6月より、ファラー・ナッサー（Farah Nasser）が金曜日から日曜日までを務めている。
当初は国内各地で異なる時間帯で放送されていたが、2006年に全国で17:30（大西洋岸では18:30）に開始する標準時刻に変更された。それ以来、長年ナンバーワンだった『CTVナショナルニュース』に追いつき、何度か追い抜いたこともある。2012年1月23日に『グローバル・ナショナル』の官話版『グローバル・ナショナル・マンダリン（Global National Mandarin）』が開始され、キャロル・ワン（Carol Wang）をアンカーに迎え、バンクーバーとカルガリーのショー・マルチカルチュラル・チャンネルで平日夜に放送されていた。
かつて、グローバルは全国規模の朝の番組を放送していなかったが、2013年1月7日にトロントの直営放送局の番組（『ザ・モーニングショー』）を30分延長し、この追加の30分間は他の直営局でも放送された。さらに、特定の市場にあるネットワークの直営局では、独自のローカルの朝番組を制作している（下記参照）が、制作していない放送局は、より大きな市場の朝番組を放送するか、または『Crash Test Mommy』や『The Mom Show』など、ショー・メディアのケーブル専門チャンネルから繰り返し放送される昼間の番組を放送する。
2008年11月30日、初の調査報道ニュースマガジンシリーズを開始した。『16x9 - The Bigger Picture（16x9 - ザ・ビガー・ピクチャー）』と題されたこの週刊番組は、高光沢のタブロイド形式を特徴としており、CTVの『W5』やCBCの『ザ・フィフス・エステート』が長年独占してきた分野への初の進出となる。グローバルはかつて、週刊ドキュメンタリーシリーズ『グローバル・カレンツ』も放送していた。
2011年の総選挙中、選挙運動のニュースや問題点を取り上げ、週刊シリーズ『Focus: Decision Canada』を制作した。『グローバル・ナショナル』週末版アンカーのキャロリン・ジャービス（Carolyn Jarvis）がホストを務める同番組は、2011年のジェミニ賞で最優秀情報番組・シリーズ部門（Best Information Program or Series）にノミネートされた。
2011年11月6日、日曜朝の国内政治問題番組『ザ・ウェスト・ブロック』が初放送された。2011年から2016年まではトム・クラークがホストを務め、現在はメルセデス・スティーブンソンが務めている。
2016年6月28日に調査報道番組『16x9』が、同年6月30日に『グローバル・ナショナル・マンダリン』がそれぞれ打ち切られた。

## ローカル番組

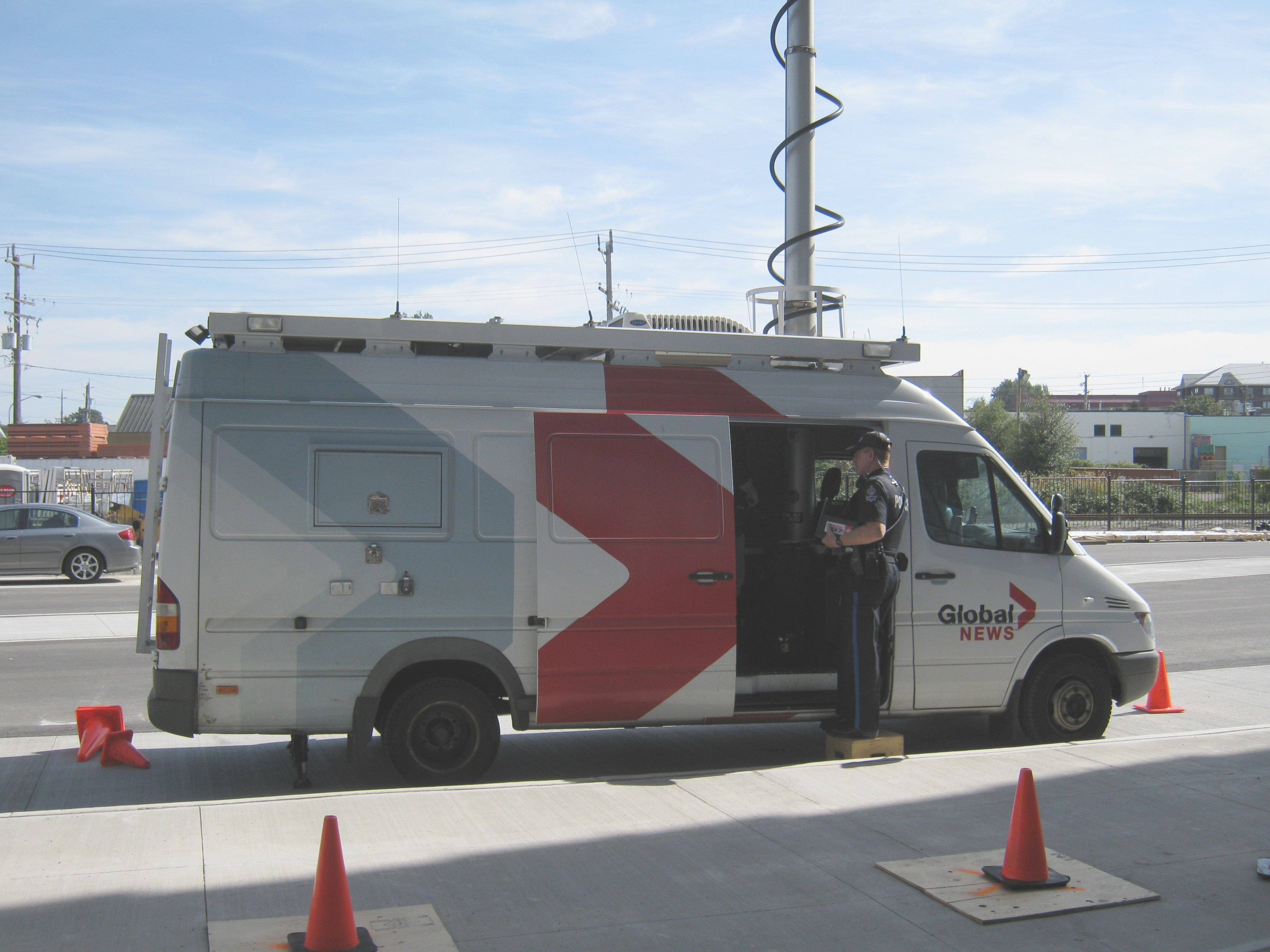
Global BCのライブバン

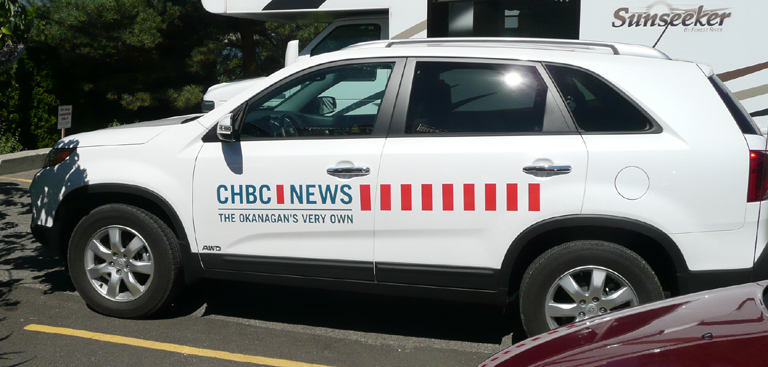
かつてはE!が運営していたCHBC Newsの車両。

グローバル・テレビジョン・ネットワークは元々オンタリオ州のみを拠点とする独立放送局であり、最初のニュースアンカーはピーター・トゥルーマンとピーター・デスバラッツで、1974年に『Global News』を開始させた。
1997年まで、『Global News』という名称はGlobal Ontarioのローカルニュース番組にのみ使用されており、キャンウェストの他のローカルテレビ局は全て異なるニュース番組のタイトルを使用していた。
1997年に「Global」ブランドが全国展開されると、『Global News』はグローバルが所有・運営する放送局のローカルニュース番組の標準タイトルとしても採用された。長らく優勢だったバンクーバーのCHAN-TV（BCTV）は例外だった。2001年にグローバルが所有・運営するようになった際に、ニュース番組の名称が『BCTV News on Global』に変更され、個々のニュース番組のタイトル（『News Hour』など）も保持された。
2000年に当時の親会社であったキャンウェストがウェスタン・インターナショナル・コミュニケーションズの資産を買収した後、グローバルは2001年に、ビクトリアのCHEK-TV、ハミルトンのCHCH-TV、モントリオールのCJNT-TV、そしてレッドディアのCHCA-TVで構成されていた「CH」テレビシステムを開局した。ニュース番組のタイトルは『CH News』だった。
ネットワーク全体のブランド刷新の一環として、2006年2月6日付けで、BCTVモデルに倣い、ローカルニュース番組のタイトルと放送時間帯が標準化された。ニュース番組とタイトルの具体的なラインナップは放送局によって異なった。BCTVモデルに従わなかった唯一の放送局はケロウナのCHBC-TVで、同局はニュースブランドの一部としてコールサインを維持していた。しかし、2007年9月7日、CHが「E!: Entertainment Television」にブランド変更された際、ハミルトンでは『CH News』が『CHCH News』となり、全国の他の「E!」ローカル局も『E! News』との混同を避けるためにこれに追随した。これは、ローカルニュース番組が有名人中心と認識されることを防ぐためだったと考えられるが、2009年に「E!」システムは廃止された。2011年現在、CHBC-TVはニュース番組を『Global News Okanagan』にブランド変更した。2016年4月、グローバルはBCTVモデルを廃止し、再び全国ニュース番組のブランドを刷新した。
- Global News Morning（英語版） - 平日5:00～9:00・週末7:00～10:00（BC、カルガリー、エドモントン）、平日6:00～10:00（ハリファックス）、平日6:00～9:00（その他の全ての放送局）（かつては『Morning News』として知られていた）
- Global News at Noon - 平日・週末正午（かつては『Noon News Hour』として知られていた）
- Global News at 5 - 平日17:00（トロント、BC、オカナガン、カルガリー、エドモントン、レスブリッジ、サスカチュワン、かつては『Early News』として知られていた）
- Global News at 5:30 - 平日17:30（トロントとモントリオール（英語版））
- Global News Hour at 6 - 毎日18:00（BC、カルガリー（英語版）、エドモントン（英語版）、かつては『News Hour』として知られていた）
- Global News at 6 - 毎日18:00から30分間（レスブリッジ、サスカトゥーン、レジャイナ、ウィニペグ、トロント、ハリファックス、ニューブランズウィック、かつては『Evening News』として知られていた）
- Global News at 6:30 - 平日18:30（オカナガン（英語版）とモントリオール（英語版））
- Global News at 10/Global News at 11 - 毎日22:00（ウィニペグ（英語版）、レジャイナ（英語版）、サスカトゥーン（英語版））または23:00（かつては『News Hour Final』または『News Final』と呼ばれていた）
- Focus - 週末（レジャイナ/サスカトゥーン、ウィニペグ、トロント、モントリオール、BC1）

2007年10月4日、キャンウェストは、全ての直営放送局（ケロウナのCHBC-TVを除く）のニュース制作コントロールルーム機能を4つの放送センター（バンクーバーのCHAN-DT、エドモントンのCITV-TV、カルガリーのCICT-TV、トロントのCIII-TV）に一元化することを発表した。同社は、これにより全局がハイビジョン放送に移行し、4局で約50人の新規雇用を創出できると述べた。他の放送局では約250人の人員削減が予定されており、その大部分は裏方・技術職だった。
同社のプレスリリースでは、出演者（気象アンカーを含む）、記者、プロデューサー、カメラマン、編集者、その他のニュース取材担当者は、影響を受ける放送局に残るとも述べられている。Global Edmontonは、2008年8月中旬にGlobal Maritimesのニュース番組の制作を引き継ぎ、同年9月4日にCHCA-TV（アルバータ州レッドディアのE!放送局）の全てのニュース番組の制作を引き継いだ。Global Calgaryは9月中旬にGlobal Lethbridgeのニュース番組制作を開始し、同年後半にはGlobal BCがビクトリアのCHEK、Global Regina、Global Saskatoon、Global Winnipeg、Global Montrealの番組制作を引き継いだ。2009年8月、『Global News Montreal』の制作はバンクーバーからエドモントンに移管された。管制を引き継いだ各局はバーチャルセットの使用を開始した。同年9月、CHBCの管制はカルガリー（マスターコントロール）とバンクーバー（制作コントロール）に移管され、2010年7月には独自のバーチャルセットを導入した。
2011年5月31日、ショー・メディアは、Global Toronto、Global Winnipeg、Global Saskatoon、Global Regina、Global Maritimesの各放送局で、同年後半に平日朝のローカル番組を新たに開始すると発表した。また、2011年9月に開始されたGlobal EdmontonとGlobal Calgaryでも、日曜朝のローカルニュース番組の放送開始が発表された。ニュース番組の増枠は、ショー・メディアがネットワーク買収の条件として約束した福利厚生パッケージの一部である。
2012年5月30日、ショー・メディアはグローバルのニュース番組提供のさらなる拡大を発表し、8月27日にGlobal Torontoで新しい30分間の正午のニュース番組を開始し、8月20日にはGlobal Winnipeg、Global Saskatoon、Global Reginaのプライムタイムのニュース番組を1時間に拡大（それに伴い『Prime News』から『News Hour Final』に名称変更）した。以前に発表されたGlobal MontrealとGlobal Maritimesの平日朝のニュース番組も、2012年秋に開始されることが確認されたが、日付はまだ未定である（開始は後に2013年初頭に延期された。Global BC、Global Edmonton、Global Calgaryの朝のローカルニュース番組も拡大され、8月27日には3局全ての平日朝の番組が4時間に延長され、2012年9月2日からは日曜朝の番組が3時間に拡大された。『16:9』も土曜日から金曜日夜に変更され、グローバルニュースのウェブサイトも2013年初頭にモバイルデバイスとの互換性を考慮して再設計された。

### 中央集権化
2015年4月9日、ショーはグローバルのローカルニュース業務の縮小とそれに続く組織再編を発表した。同年8月に発効したこれらの変更により、カルガリー、エドモントン、バンクーバー、トロント以外の市場における深夜及び週末のニュース番組の制作は、トロントにあるグローバルのスタジオに集約された。アンカーと気象予報士は集約されたニュース業務から派遣され、ローカルニュースは各放送局の記者によって伝えられる。
これらの市場では、朝のローカル番組もローカルと全国放送のハイブリッド形式に切り替わり、30分毎に8分間の全国放送コーナーが設けられた。朝のローカル番組と夕方のニュース番組は、それ以外の部分は引き続きローカルで制作される。グローバルのニュース・放送局運営担当上級副社長（senior vice president of news and station operations）であるトロイ・リーブ（Troy Reeb）は、これらの変更により、各局はテレビやデジタルプラットフォーム向けのローカルニュースコンテンツの制作により多くのリソースを投入できるようになり、全国ニュースのヘッドライン報道における重複を減らすことができると説明した。リーブはまた、これらの変更は人員削減を可能にすると同時に、ネットワークがニュースコンテンツを配信するための「革新的な方法」を見つけることを可能にすることを目的としていると説明した。このプロセスの一環として、全国で少なくとも80人の雇用が失われた。
2015年6月、グローバルは『ザ・レイト・ショー・ウィズ・スティーヴン・コルベア』のカナダにおける放送権を取得したと発表した。ハリファックス、ケロウナ、モントリオール、ニューブランズウィック、トロント、バンクーバーなど、23:35にCBSと同時放送で『ザ・レイト・ショー』が放送される予定だった市場では、深夜のニュース番組は、シムサブの目的で35分間のままにされるか、35分間に短縮された。ショーはかつて、ハリファックス、モントリオール、ニューブランズウィックでの深夜のニュース番組を1時間に延長すると発表していたが、その変更を補うために、Global Montrealは代わりに正午のニュース番組を30分間にし、夕方のニュースを1時間に拡大した。1時間の深夜ニュース番組がある市場では、『ザ・レイト・ショー』は録画して各正時に放送される。カナダで新型コロナウイルス感染症（COVID-19）のパンデミックが始まって以来、Global Toronto、CHEX、CKWS、Global Montrealの正午の個別ニュース番組に代わって、トロントから提供される単一の地域ニュース番組が放送されている。
ニュース提供の中央集権化は、2019年1月をもって一部元に戻された。マニトバ州東部の23:00のニュース番組は、引き続きトロントから放送される。Global Regina、Global Saskatoon、Global Winnipegは、22:00のローカルニュース番組でトロントのアンカーを起用しなくなった。2021年3月には、さらなる分散化が進み、プレーリー地域にある3つの放送局は、グローバルのレジャイナ施設に設置された新しいMMC（multi-market content、マルチマーケットコンテンツ）拠点を通じて、平日夕方のニュース番組の制作を一元化した。サスカチュワンの17:00のニュース、レジャイナとサスカトゥーンの18:00と22:00のニュース、そしてウィニペグの22:00のニュースは、グローバルのウィニペグスタジオのアンカーによってMMC形式で放送される。Global Winnipegの18:00のニュースは、引き続きウィニペグから生放送される。週末のニュース番組は変わっておらず、サスカチュワン州からノバスコシア州まで、依然としてトロントから放送されている。
2020年9月、Global Montrealは夕方のニュースのアンカーをトロントに切り替えた。

## ニュースチャンネル
2012年1月11日、ショー・メディアは、バンクーバーを拠点とする24時間地域ニュースネットワーク（カテゴリBのデジタルケーブル専門チャンネルとして認可される）を立ち上げるための申請をカナダ・ラジオテレビ通信委員会（CRTC）に提出したと発表した。仮称で「Global News: BC 1（グローバルニュース:BC 1）」と名付けられたこのチャンネルは、カナダで4番目の地域ニュースチャンネル、オンタリオ州以外では初のチャンネルとなり、Global BCによって運営され、同局のニューススタッフを活用した。提案されている番組には、Global BC上級記者のジル・クロップがホストを務めるプライムタイムのトーク番組が含まれる。当初は2012年夏の開局が予定されていたが、CRTCの認可の遅れにより、2013年3月14日に再スケジュールされた。
2014年9月22日、ショー・メディアは「Global News 1（グローバルニュース1）」というブランドで全国ニュースチャンネルを立ち上げるための申請書をCRTCに提出した。「ハイブリッド」の地方・全国ニュースチャンネルと銘打たれたこのサービスは、グローバルの全国ニュース支局とその地方放送局からのニュースリポートを放送し、カナダの放送が行き届いていない地域に8つの新しいニュースルームを開設する予定である。この申請は現在、CRTCの承認待ちである。ニュースリリースによると、「Global News 1」は2016年に開局予定だったが、当初の発表以降、チャンネルに関する最新情報は発表されていない。

### Global News 24/7 Online
2020年3月2日、コーラス・エンターテインメントは、24時間のグローバルニュースのフィードを含むライブチャンネルのストリーミングのオプションが追加された新しいGlobal TVアプリとウェブサイトを正式にリリースした。提案された「Global News 1」のコンセプトと同様に、ユーザーはグローバル市場のリストから自分の地域を選択し、画面横のティッカーでローカルニュース番組、国内ニュースのヘッドライン、ライブニュースイベント、天気予報を受け取ることができる。ニュース番組の内容は、トロントのグローバルのマルチマーケットアンカーと、カルガリーとバンクーバーのニュースルームのローカルアンカーを起用して全国的に制作される。ローカル市場を選択した場合、フィードは、その市場のローカルニュース番組の放送予定時間に置き換えられる。2022年4月現在、Global New BrunswickとGlobal Durhamを除く全てのグローバル放送局のフィードが利用可能である。Global TVアプリやウェブサイトでストリーミングできる他のチャンネルとは異なり、「Global News 24/7（グローバルニュース24/7）」チャンネルはテレビプロバイダーによるサインインを必要とせず、完全に無料でアクセスできる。2020年4月初旬、同サービスがAmazon Prime Videoにも拡大された。Amazon Primeの会員登録は不要で、全てのAmazonユーザーが無料で利用できる。BC、トロント、エドモントン、カルガリーのローカルフィードに加え、全国放送の「Global News 24/7」フィードもPrimeで視聴できる。

#### 『Global News Weekend』
2020年4月24日、Global TVアプリとglobaltv.comで独占配信される、全国の朝の情報番組『Global News Weekend（''グローバルニュース・ウィークエンド）』が発表された。同番組は、Global Torontoパーソナリティのアーリア・アダムス（Aalia Adams）とマイク・アルセノー（Mike Arsenault）がホストを務める。土曜日と日曜日の7:00から10:00（東部標準時）まで放送され、「最新のニュース速報から、刺激的で掘り下げたインタビュー、そして頻繁で詳細な天気予報まで、幅広いコンテンツ」を視聴者に提供する。

## Global News Radio（グローバルニュースラジオ）
2017年、コーラス・ラジオ（Corus Radio）は、テレビのニュース番組との相乗効果を生み出すために、主要市場でニューストークとオールニュースのラジオ局を「Global News Radio（グローバルニュースラジオ）」というバナーの下に再ブランド化し始めた。
2022年1月現在、「Global News Radio」ブランドはコーラスのニューストーク局の主要ブランドとしては使用されなくなったが、これらの放送局の1時間毎及び30分毎のニュース放送は引き続き「Global News」というブランド名で放送される。
かつてこのブランドで運営されていた放送局：
| 州                         | 都市         | コールサイン   | 形式           |
| -------------------------- | ------------ | -------------- | -------------- |
| アルバータ州               | カルガリー   | CHQR           | ニューストーク |
| アルバータ州               | エドモントン | CHED           | ニューストーク |
| ブリティッシュコロンビア州 |              |                |                |
| バンクーバー               | CKNW         | ニューストーク |                |
| マニトバ州                 |              |                |                |
| ウィニペグ                 | CJOB         | ニューストーク |                |
| オンタリオ州               |              |                |                |
| ロンドン                   | CFPL         | ニューストーク |                |
| ハミルトン                 | CHML         | ニューストーク |                |
| トロント                   | CFIQ         | ニューストーク |                |

## 批判
2010年7月、『グローバル・ナショナル』は、G20サミット中の警察の行動に関する公的調査を求める団体がトロントで行ったデモ行進を特集するコーナーで、2010年冬季オリンピックのデモの映像を放映した。この報道には、イベント中にトロントの路上で発生した暴力行為の映像も含まれていた。この件がカナダのブログ「Insights」で報じられた後、グローバルは「意図しない編集ミス」だと主張した。